# 我が道を往く

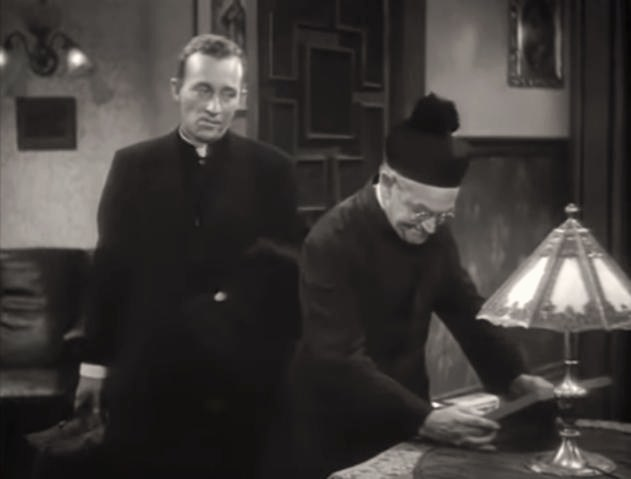
ビング・クロスビー(左)とバリー・フィッツジェラルド

『我が道を往く』（わがみちをゆく、Going My Way）は、1944年製作のアメリカ映画。パラマウント映画製作。
第17回アカデミー賞では作品賞をはじめ、その年の最多となる7部門を獲得した（後述）。また、米国連邦議会図書館がアメリカ国立フィルム登録簿へ2004年に登録した。
マルクス兄弟の不条理コメディから、人間味あふれる人情派のコメディ、そしてヒューマニズムあふれるドラマまで、レオ・マッケリーは守備範囲の広い職人監督であった。自分自身が作り上げた物語で、単なる歌が巧くて大根役者だと思われていたビング・クロスビーから良い演技を引き出し、オスカーを獲らせた。何のアクションも派手な見せ場もない若い神父と老神父のやりとりを中心に、物静かな語り口のうまさによって、オスカーを大量に受賞したのであった。

## ストーリー
ニューヨークの下町にある古びた教会、セント・ドミニク。老神父フィッツギボン（バリー・フィッツジェラルド）は、廃屋寸前の建物と周囲の劣悪な環境に、最近はあきらめ顔である。
そこへ副神父として派遣された若いオマリー（ビング・クロスビー）がやってきた。口うるさい老婆と家主の喧嘩をなだめ、街のギャングたちには芝居の券を配り楽しみ方を教え、不良少年たちには合唱を教え込み合唱隊を作る。ついでに、幼友達のオペラ歌手リンデン（リーゼ・スティーヴンス）が教会の財政難を救ってくれて、フィッツギボンとオマリーは大喜び。しかし、その夜、教会は全焼してしまう。そして、間もなくオマリーは、別の教区へ移ることが決まった。
その年のクリスマス・イヴ。リンデンに率いられた少年合唱隊は寄付をたくさん集めて帰ってくる。かつてオマリーが助けた家出娘のキャロルもアパートの家主の息子テッドと結婚が決まった。フィッツギボンも数十年ぶりにアイルランドに住む母親と再会する。教会には「Too Ra Loo Ra Loo Ra(アイルランドの子守唄)」が流れる。
フィッツギボンは名残惜しそうにオマリーを見送るのであった。

## キャスト
| 役名                       | 俳優                       | 日本語吹替                                                                                         | 日本語吹替                                                                                                |
| 役名                       | 俳優                       | NETテレビ版                                                                                        | PDDVD版                                                                                                   |
| -------------------------- | -------------------------- | -------------------------------------------------------------------------------------------------- | --- |
| チャック・オマリー神父     | ビング・クロスビー         | 中村正                                                                                             | 堀川りょう                                                                                                |
| フィッツギボン神父         | バリー・フィッツジェラルド | 槐柳二                                                                                             | 大竹宏 |
| キャロル・ジェームズ       | ジーン・ヘザー             | 増山江威子                                                                                         | 溝田久美子                                                                                                |
| ジュヌヴィエーヴ・リンデン | リーゼ・スティーヴンス     | 翠準子                                                                                             | |
| テッド・ヘインズSr.        | ジーン・ロックハート       | 塩見竜介                                                                                           | 勝沼紀義                                                                                                  |
| テッド・ヘインズJr.        | ジェームズ・ブラウン       | 中田浩二                                                                                           | |
| ティモシー・オダウド神父   | フランク・マクヒュー       | 島宇志夫                                                                                           | 藤田周 |
| トマソ・ボザンニ           | フォーチュニオ・ボナノヴァ | 加茂嘉久                                                                                           | |
| ベルクナンプ氏             | ポーター・ホール           | | |
| その他                     | N/A                        | 村松晋 京田尚子 川路夏子 大宮悌二 小宮山清 大木民夫 油谷佐和子 中島喜美栄 北川智繪 村山明 中山勝之 | 高橋伸也 大塚智則 小村哲生 井口泰之 小林美奈 萩柚月 水上さや香 川口舞 村瀬知之 花嶋千代 安芸此葉 柴田秀勝 |
| 日本語版スタッフ           |                            | | |
| 演出                       | 演出                       | 山田悦司                                                                                           | 椿淳 |
| 翻訳                       | 翻訳                       | 浅川寿子                                                                                           | 塩崎裕久                                                                                                  |
| 調整                       | 調整                       | 栗林秀年                                                                                           | 遠西勝三                                                                                                  |
| 選曲                       | 選曲                       | 東上別符精                                                                                         | |
| 制作                       | 制作                       | グロービジョン                                                                                     | ミックエンターテイメント                                                                                  |
| 解説                       | 解説                       | 淀川長治                                                                                           | N/A |
| 初回放送                   | 初回放送                   | 1972年12月24日 『日曜洋画劇場』                                                                    | N/A |

## 映画賞受賞・ノミネート
| 映画祭・賞                   | 部門               | 候補                                                                                               | 結果       |
| ---------------------------- | ------------------ | -------------------------------------------------------------------------------------------------- | ---------- |
| アカデミー賞                 | 作品賞             | | 受賞       |
| アカデミー賞                 | 監督賞             | レオ・マッケリー                                                                                   | 受賞       |
| アカデミー賞                 | 主演男優賞         | ビング・クロスビー                                                                                 | 受賞       |
| アカデミー賞                 | 主演男優賞         | バリー・フィッツジェラルド                                                                         | ノミネート |
| アカデミー賞                 | 助演男優賞         | バリー・フィッツジェラルド                                                                         | 受賞       |
| アカデミー賞                 | 脚色賞             | フランク・バトラー フランク・キャヴェット                                                          | 受賞       |
| アカデミー賞                 | 原案賞             | レオ・マッケリー                                                                                   | 受賞       |
| アカデミー賞                 | 歌曲賞（主題歌賞） | 『星にスイング（Swinging on a Star）』 作曲：ジェームズ・ヴァン・ヒューゼン 作詞：ジョニー・バーク | 受賞       |
| アカデミー賞                 | 撮影賞（白黒）     | ライオネル・リンドン                                                                               | ノミネート |
| アカデミー賞                 | 編集賞             | ルロイ・ストーン                                                                                   | ノミネート |
| ゴールデングローブ賞         | 作品賞             | | 受賞       |
| ゴールデングローブ賞         | 監督賞             | レオ・マッケリー                                                                                   | 受賞       |
| ゴールデングローブ賞         | 助演男優賞         | バリー・フィッツジェラルド                                                                         | 受賞       |
| ニューヨーク映画批評家協会賞 | 作品賞             | | 受賞       |
| ニューヨーク映画批評家協会賞 | 監督賞             | レオ・マッケリー                                                                                   | 受賞       |
| ニューヨーク映画批評家協会賞 | 主演男優賞         | バリー・フィッツジェラルド                                                                         | 受賞       |

## 備考
- この作品は翌年製作された『聖メリーの鐘』（1945年）の続編である。この作品のためにパラマウント映画はRKOからビング・クロスビーを借りたのであった。RKOも全く同じ登場人物で映画化を許可していた。ところが、実際は続編の本作の方が先に完成してしまった。